# Ray Quinn

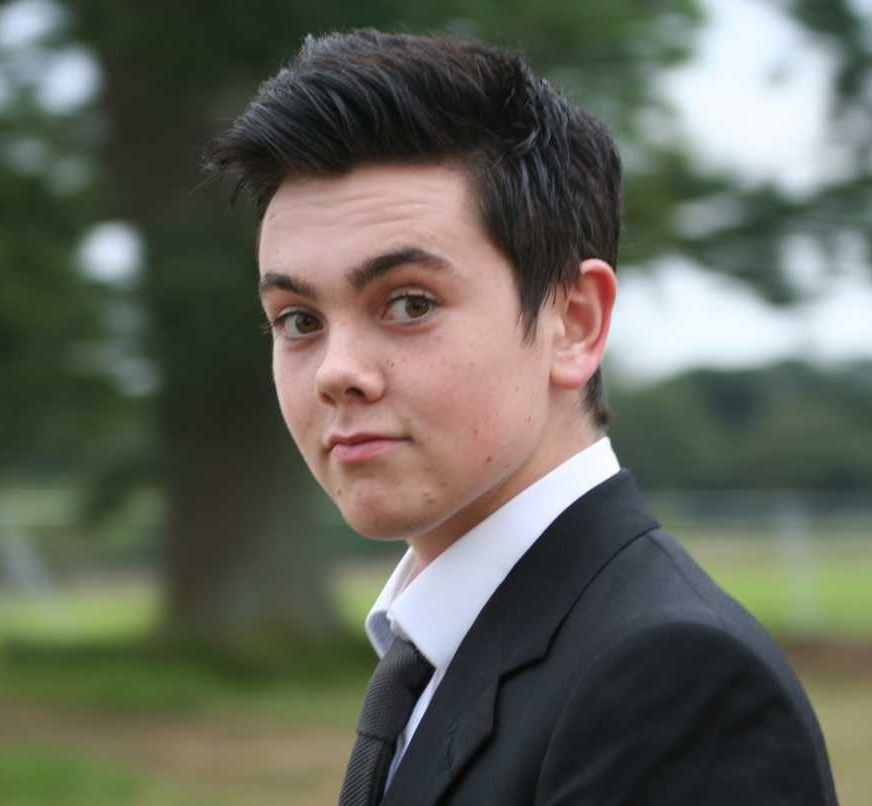
Ray Quinn (2007)

Raymond Arthur Quinn (* 25. August 1988 in Knowsley, Merseyside) ist ein britischer Schauspieler und Sänger.

## Leben und Wirken
Quinn war als Teenager zunächst im britischen Fernsehen in einigen Seifenopern zu sehen. Sein Durchbruch als Sänger gelang ihm Ende 2006 mit seiner Teilnahme an der dritten Staffel der Castingshow The X Factor, bei der er den zweiten Platz erreichte. Sein anschließend veröffentlichtes Album Doing It My Way wurde mit Gold ausgezeichnet.
2009 nahm er an der vierten Staffel von Dancing on Ice teil. 2014 erfolgte eine weitere Teilnahme, diesmal an der neunten Staffel der Eiskunstlaufshow. In beiden Staffel ging er jeweils als Sieger hervor.